# René Aubry
René Aubry (Épinal, 1956) è un compositore francese, attivo dal 1983.
Nei suoi brani utilizza molti strumenti dando particolare accento a pianoforte, fisarmonica, ottoni, mandolino e chitarra, che gli permettono di creare un suono ipnotico, delicato e coinvolgente, carico di sfumature, in cui confluiscono sonorità diverse, dalla musica classica a quella etnica, dal jazz al pop, per questo difficilmente classificabile.

## Biografia
René Aubry è nato a Épinal, nei Vosgi. Grande ammiratore di Leonard Cohen, Philip Glass e Manos Hadjidakis, incomincia a suonare la chitarra come autodidatta.
Nel 1978 avviene l'incontro decisivo della sua carriera con la coreografa Carolyn Carlson che sarà una pietra miliare per il suo futuro artistico. In un'intervista dirà di lei: "J'ai ressenti un véritable choc en la voyant danser sur les partitions de John Surman, Igor Wakewitch. J'ai compris, soudain, ce qu'il était possible de faire avec un "instrumental". ("Ho provato un vero e proprio choc nel vederla danzare sulle partiture di John Surman, Igor Wakewitch. All'improvviso ho capito cosa fosse possibile fare con un "accompagnamento strumentale").
Si innamora perdutamente della danza e diventa compositore ufficiale della Carlson e sotto la sua ispirazione, compose la sua prima musica di balletti. Un sodalizio che durò molti anni e diede vita a molti spettacoli tra cui Blue Lady (1983), Steppe (1990) e Signs (1997), coronata con una ‘victorie’ nella cerimonia della Victoire de la musique nel 1998.
Trascorre un breve periodo a Venezia tra il 1981 e il 1984 dove registra il suo primo album omonimo ‘Rene Aubry’.
Seguiranno altri 17 album tra il 1987 e il 2013 sempre caratterizzati da un peculiare suono delicato, minimalista e coinvolgente.
Negli anni continua a comporre musica per coreografi, compagnie di teatro e spettacolo come Philippe Genty e l'immensa Pina Bausch per la quale scrive e accompagna tre dei suoi spettacoli: Ten Chi (2004), Vollmond (2006) e Sweet Mambo (2008). Collaborazioni che si estendono anche nel campo cinematografico: tra il 2009 e il 2012 compone le musiche per tre film animati per la BBC prodotte da Magia Pictures: Il Gruffalo, Gruffalo e la sua piccolina e La strega Rossella. Lavora anche per Wim Wenders per il suo film Pina.
Nel 2013, ha pubblicato l'album Forget Me Not, colonna sonora del nuovo spettacolo di Philippe Genty.
Nel 2015, esce il nuovo lavoro Days, che è un mini CD contenente 7 brani composti ed eseguiti con la Guitalélé, una piccola chitarra con corde di nylon prodotta dalla Yamaha. Ogni brano rimanda ad un giorno della settimana.
Nel 2022 il brano Après la pluie è stato utilizzato come sigla iniziale della miniserie televisiva Esterno notte di Marco Bellocchio.

## Discografia[3][4]
- 1983 - René Aubry
- 1987 - Airs dans l'air
- 1988 - Libre parcours
- 1989 - Dèrives
- 1990 - Steppe
- 1991 - La révolte des enfants
- 1993 - Après la pluie
- 1994 - Killer Kid
- 1995 - Ne m'oublie pas
- 1997 - Signes
- 1998 - Plaisirs d'amour
- 2001 - Invités sur la terre
- 2003 - Seuls au monde
- 2004 - Projection privée
- 2006 - Mémoires du futur
- 2008 - Play time
- 2011 - Refuges
- 2013 - Forget Me Not
- 2015 - Days